# 狼城岗镇
狼城岗镇，是中华人民共和国河南省郑州市中牟县下辖的一个乡镇级行政单位。

## 行政区划
狼城岗镇下辖以下地区：
西狼城岗村、辛庄村、南北街村、南韦滩村、北韦滩村、北堤村、瓦坡村、青谷堆村、太平堤村、南仁村、东狼城岗村、后史庄村、曹寨村、姚寨村和全店村。